# Koniec Świata
Koniec Świata (произносится Конец Шьфята; в переводе с пол. — «конец света») — польская рок группа, которая возникла в 2000 году в Катовице; играет на грани стилей ска-панк и рок. 2008 года Koniec Świata принял участие в фестивале Славське Рок.

## Участники
Нынешние
- Яцек Стеншевский «Dżeki» — вокал, гитара, тексты
- Яцек Чепулковский «Czepek» — гитара, вокал
- Шимон Цирбус «Szymek» — труба, бэк-вокал
- Гжегож Имельский «Mały» — перкуссия (с 2008)
- Войцех Филипек «Filip», «Rysiek» — бас-гитара (с 2007)

Бывшие
- Марек Мжичек «Melo» — бас-гитара (2004-2007)
- Пётр Поланецкий «Piter» — перкуссия (2003-2007)
- Лукаш Гоцаль «Łuki» — перкуссия (2007-2008)
- Томаш Видера — бас-гитара (2000-2004)
- Лукаш Гмирек — перкуссия (2000-2001)
- Витек — гитара (2001)
- Себасьян Шатаник — перкуссия (2001-2003)

## Дискография
- 2000 — Korzenie
- 2002 — Symfonia na sprzedaż
- 2005 — Kino Mockba
- 2006 — Korzenie (переиздание на CD)
- 2007 — Burgerbar
- 2010 — Oranżada
- 2011 - X Lat

## Ссылка
- Официальная страница (пол.) (англ.)